# In Hollywood with Potash and Perlmutter

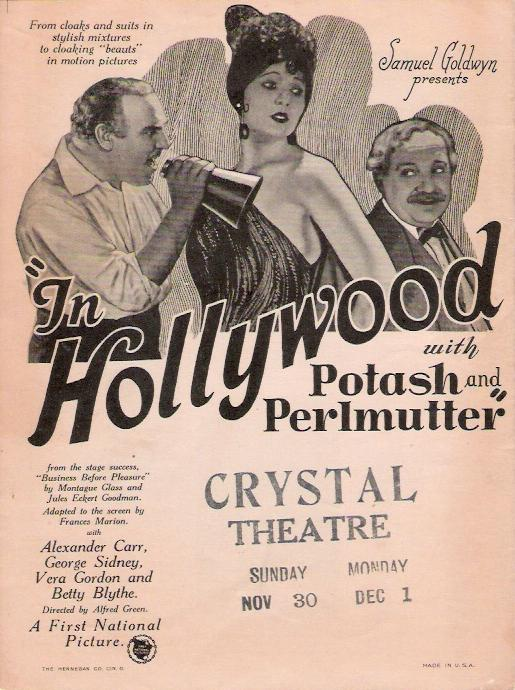
Affiche du film.

In Hollywood with Potash and Perlmutter est un film américain réalisé par Alfred E. Green et sorti en 1924.

## Fiche technique
- Titre alternatif : In Hollywood[1]
- Réalisation : Alfred E. Green
- Scénario : Frances Marion, Montague Glass d'après les pièces In Hollywood with Potash and Perlmutter et Business Before Pleasure
- Producteur : Samuel Goldwyn
- Production : Samuel Goldwyn Productions
- Photographie : Arthur C. Miller, Harry Hallenberger
- Montage : Stuart Heisler
- Genre : Comédie[2]
- Durée : 70 minutes
- Distributeur : Associated First National
- Date de sortie :
  - 29 septembre 1924

## Distribution
- Alexander Carr : Morris Perlmutter
- George Sidney : Abe Potash
- Vera Gordon : Rosie Potash
- Betty Blythe : Rita Sismondi
- Belle Bennett : Mrs. Perlmutter
- Anders Randolf : Blanchard
- Peggy Shaw : Irma Potash
- Charles Meredith : Sam Pemberton
- Lillian Hackett : Miss O'Ryan
- David Butler : Crabbe
- Sidney Franklin : Film Buyer
- Joseph W. Girard : Film Buyer
- Louis Payne : Banker
- Cyril Ring : Partington
- Norma Talmadge : elle-même
- Constance Talmadge : elle-même